# FK Zenyit Szankt-Petyerburg
FK Zenyit Szankt-Petyerburg (oroszul: Футбольный клуб "Зенит" Санкт-Петербург), magyar átírásban: Futbolnij Klub Zenyit Szankt-Petyerburg) egy orosz labdarúgócsapat Szentpétervárott, Oroszországban, jelenleg az orosz élvonalban szerepel. A Gazprom tulajdoni jogának és támogatásának köszönhetően a Zenyit a leggazdagabb klub Oroszországban. 2007-ben első ízben nyerte meg az orosz labdarúgó-bajnokságot, majd 2008-ban elhódította az UEFA-kupát és az UEFA-szuperkupát.

## Történelem

### Zenyit előtt
A Zenyit története szorosan kapcsolódik a zavaros politikai múlthoz. Szentpétervár – Petrográd – Leningrád.
1887-ben volt az első futballmeccs Oroszországban, amit Szentpéterváron, Vasziljevszkij-szigeten rendeztek. Ez nem hivatalos mérkőzés volt a helyi angol "Vaszileosztrovi Labdarúgók Társasága" és a helyi orosz csapat "Sportkedvelők Köre" között, melyet az angolok 6-0-ára nyertek. A csapatok tagjai amatőrök voltak, akik még nem voltak teljesen összeszokva. Abban az időben általában Szentpéterváron alapították a klubokat, főleg nagy ipari társaságok köré. Mindamellett a játékosok tagsága nem volt hivatalos és megingott, megengedve ugyanazon játékosnak, hogy egy-egy szezonban több klubban szerepelhessen.

### A Szovjet Ligában
Első címeit 1944-ben nyerték, a háborús időkben. A Szovjet Kupát a CDKA-val szemben nyerték meg a fináléban. A klubot mindig szerették Leningrádban, de arra nem voltak képesek, hogy befolyásolják a Szovjet Ligát. 1967-ben, a Zenyit utolsóként végzett, de megmenekült a kieséstől, mert a szövetség úgy határozott, hogy nem lenne bölcs döntés kiejteni egy leningrádi csapatot az októberi forradalom 50. évfordulója alkalmával, amely történelmi esemény volt a városban.
A csapat híres szurkolói közé tartozott Dmitrij Sosztakovics zeneszerző, Dmitrij Medvegyev későbbi orosz elnök és Kirill Lavrov filmsztár.
Az FK Zenyit 1980-ban bajnoki bronzérmet nyert. 1984 a csapat eddigi legsikeresebb szezonja volt; a bajnokság megnyerése mellett döntőt játszottak a szovjet kupában is. A következő évben a Zenyit elhódította a Szovjet Szuperkupát (akkori nevén a Szezon Kupát).

### Az Orosz Ligában

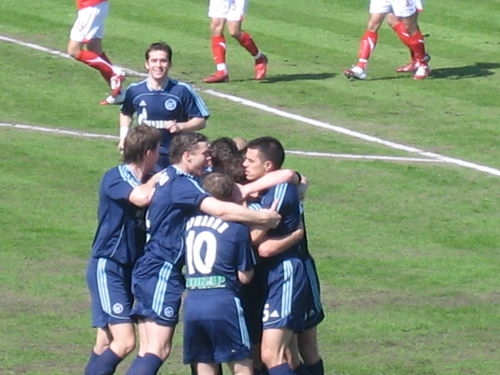
A Zenyit játékosai a Szpartak elleni góljukat ünneplik 2006-ban

A LOMO optikai üzem tulajdonába került a klub. 1990-ben az FK Zenyitet újraregisztrálták független város tulajdonában lévő profi klubnak.
Az új orosz bajnokság első idényében a Zenyit kiesett az első ligából. Három idényen át (1993-'95) a másodosztályban szerepeltek, 1996-ban léptek elő újból első ligás csapattá. 1999-ben az orosz kupa döntőjében 3-1-re legyőzték a Dinamó Moszkva csapatát és ezzel az első nem moszkvai csapatként hódították el a kupát. 2001-ben újból döntőt játszottak a kupában, de a CSZKA Moszkvával szemben elveszítették azt. Ugyanebben az évben ezüstérmesek lettek a bajnokságban Premjer Ligában, 2003-ban pedig az orosz ligakupát szerezték meg. 2007-ben a csapat története során első alkalommal orosz bajnoki címet nyert. 2008 tavaszán az UEFA-kupa döntőjében a Zenyit 2–0-ra győzött a skót Rangers FC ellen. 2008 augusztusának végén pedig az UEFA-szuperkupa döntőjében 2–1-re verte az angol bajnok és bajnokok ligája-címvédő Manchester Unitedet.
A következő szezonban a Zenyit bajnoki elsősége miatt már a Bajnokok Ligája csoportköréből indulhatott. A Juventus FC, a Real Madrid és a BATE Bariszav fémjelezte csoportban a Zenyit a 3. helyet szerezte meg a BATE előtt, így az UEFA-Kupában folytathatta menetelését. A Stuttgarttal szemben még nyert az orosz együttes, ám az Udinesével szemben kikapott. A csapat 2009-ben az Európa Liga sorozatban indulhat a Premjer-Ligában megszerzett ötödik helye miatt.
2009 nyarán a csapat sokat gyengült, első számú gólfelelősük, Pavel Pogrebnyak Németországba, a Stuttgart csapatához igazolt, míg a csapatkapitány, az ukrán Anatolij Timoscsuk a Bayern München csapatával írt alá szerződést. A csapat mindössze két játékost igazolt, az FC Torinóból Alessandro Rosina, a Tomszkból pedig Szergej Kornyilenko érkezett.

## Játékosok

### Jelenlegi keret
Utolsó módosítás: 2023. február 26.
A vastaggal jelzett játékosok felnőtt válogatottsággal rendelkeznek.
A dőlttel jelzett játékosok kölcsönben szerepelnek a klubnál.

| Mezszám                | Név                   | Nemzetiség | Születési hely      | Születési idő (kor)            | Korábbi csapat               | Érték (€)  | Szerződés lejárta |
| Kapusok                | Kapusok               | Kapusok    | Kapusok             | Kapusok                        | Kapusok                      | Kapusok    | Kapusok           |
| ---------------------- | --------------------- | ---------- | ------------------- | ------------------------------ | ---------------------------- | ---------- | ----------------- |
| 1                      | Alekszandr Vaszjutyin | RUS        | Szentpétervár       | 1995. március 4. (30 éves)     | Sarpsborg 08 FF              | 400 000    | 2023.06.30.       |
| 41                     | Mihail Kerzsakov      | RUS        | Kingiszepp          | 1987. január 28. (38 éves)     | Anzsi Mahacskala             | 500 000    | 2023.06.30.       |
| 71                     | Danyiil Odojevszkij   | RUS        | Szentpétervár       | 2003. január 22. (22 éves)     | Utánpótlásból került fel     | 1 200 000  | 2024.06.30.       |
| Védők                  |                       |            |                     |                                |                              |            |                   |
| 2                      | Dimitrij Csisztyakov  | RUS        | Pikalyovo           | 1994. január 13. (31 éves)     | FK Rosztov                   | 2 500 000  | 2025.06.30.       |
| 3                      | Douglas Santos        | BRA        | João Pessoa         | 1994. március 22. (30 éves)    | Hamburger SV                 | 16 000 000 | 2026.06.30.       |
| 4                      | Danyil Krugovoj       | RUS        | Gatcsina            | 1998. május 28. (26 éves)      | FK Ufa                       | 2 800 000  | 2024.06.30.       |
| 15                     | Vjacseszlav Karavajev | RUS        | Moszkva             | 1995. május 20. (29 éves)      | Vitesse                      | 6 000 000  | 2023.06.30.       |
| 23                     | Arszen Adamov         | RUS        | Nyizsnyij Tagil     | 1999. október 20. (25 éves)    | FK Ural                      | 1 200 000  | 2026.06.30.       |
| 28                     | Nuraly Alip           | KAZ        | Aktau               | 1999. december 22. (25 éves)   | Kajrat Almati FK             | 1 200 000  | 2025.06.30.       |
| 55                     | Rodrigão              | BRA        | Brazíliaváros       | 1995. szeptember 11. (29 éves) | PFK Szocsi                   | 4 000 000  | 2025.06.30.       |
| 77                     | Robert Renan          | BRA        | Brazíliaváros       | 2003. október 11. (21 éves)    | Corinthians                  | 3 000 000  | 2028.06.30.       |
| Középpályások          |                       |            |                     |                                |                              |            |                   |
| 5                      | Wílmar Barrios        | COL        | Cartagena           | 1993. október 16. (31 éves)    | Boca Juniors                 | 20 000 000 | 2026.06.30.       |
| 8                      | Wendel                | BRA        | Duque de Caxias     | 1997. augusztus 28. (27 éves)  | Sporting CP                  | 22 000 000 | 2027.06.30.       |
| 11                     | Claudinho             | BRA · RUS  | Guarulhos           | 1997. január 28. (28 éves)     | Red Bull Bragantino          | 18 000 000 | 2027.06.30.       |
| 14                     | Daler Kuzjajev        | RUS        | Naberezsnije Cselni | 1993. január 15. (32 éves)     | Ahmat Groznij                | 10 000 000 | 2023.06.30.       |
| 21                     | Alekszandr Jerohin    | RUS        | Barnaul             | 1989. október 13. (35 éves)    | FK Rosztov                   | 1 000 000  | 2024.06.30.       |
| Támadók                |                       |            |                     |                                |                              |            |                   |
| 7                      | Zelimhan Bakajev      | RUS        | Nazrany             | 1996. július 1. (28 éves)      | Szpartak Moszkva             | 3 000 000  | 2025.06.30.       |
| 10                     | Malcom                | BRA · RUS  | São Paulo           | 1997. február 26. (28 éves)    | FC Barcelona                 | 24 000 000 | 2027.06.30.       |
| 17                     | Andrej Mosztovoj      | RUS        | Omszk               | 1997. november 5. (27 éves)    | FK Himki                     | 3 500 000  | 2024.06.30.       |
| 19                     | Alekszej Szutormin    | RUS        | Moszkva             | 1994. január 10. (31 éves)     | FK Rubin Kazany              | 2 500 000  | 2025.06.30.       |
| 30                     | Mateo Cassierra       | COL        | Barbacoas           | 1997. április 13. (27 éves)    | PFK Szocsi                   | 4 000 000  | 2025.06.30.       |
| 31                     | Gustavo Mantuan       | BRA · ITA  | Santo André         | 2001. június 20. (23 éves)     | Corinthians                  | 3 000 000  | 2023.06.30.       |
| 33                     | Ivan Szergejev        | RUS        | Cserepovec          | 1995. május 11. (29 éves)      | PFK Szamara                  | 4 000 000  | 2025.06.30.       |
| Kölcsönadott játékosok |                       |            |                     |                                |                              |            |                   |
| Név                    | Poszt                 | Nemzetiség | Születési hely      | Születési idő (kor)            | Kölcsönben itt               | Érték (€)  | Kölcsön lejárta   |
| Danyiil Samkin         | középpályás           | RUS        | Szentpétervár       | 2002. június 22. (22 éves)     | FK KAMAZ Naberezsnije Cserni | 500 000    | 2023.06.30.       |

### Legendás játékosok

#### Szovjetunió idejében
| - Lev Burcsalkin - Borisz Levin-Kogan - Nyikolaj Gartvig - Leonyid Ivanov - Pjotr „Peka” Dementiev - Lazar Kravec - Fridrih „Frida” Marjutyin - Jurij Voinov | - Sztanyiszlav Zavidonov - Pavel Szadirin - Vlagyimir Kazacsonok - Jurij Zseludkov - Nyikolaj Larionov - Mihail Birjukov - Dmitrij Radcsenko - Oleg Szalenko |

#### Oroszország idejében
| 1990-es évek - Roman Berezovszkij - Makszim Bokov - Alekszej Igonin - Dmitri Komuka - Andrej Kobelev - Andrej Kondrasov - Vlagyimir Kulik - Alekszandr Kurtijan - Alekszandr Panov - Denisz Zubko | 2000-es évek - Alekszandr Anyukov - Andrej Arsavin - Vlagyimir Bijsztrov - Makszim Demenko - Igor Gyenyiszov - Alejandro Dominguez - Erik Hagen - Olekszandr Gorskov - Szarkisz Hovsepjan - Alekszandr Kerzsakov | - Vjacseszlav Malafejev - Pavel Mareš - Pavel Pogrebnyak - Vladiszlav Radimov - Martin Škrtel - Olekszandr Szpivak - Konsztantin Zjrjanov - Kim Dong-Jin - Anatolij Timoscsuk - Nicolas Lombaerts - Fatih Tekke |

## Sikerek
- Premjer-Liga
  - Aranyérem: 2007, 2010, 2011–12, 2014–15, 2018–19, 2019–20, 2020–21, 2021–22, 2022–23
  - Ezüstérem: 2003, 2012–13, 2013–14
  - Bronzérem: 2001, 2009, 2015–16, 2016–17
- Orosz kupa
  - Győztes: 1998–99, 2009–10, 2015–16, 2019–20
  - Döntős: 2001–02
- Orosz ligakupa
  - Győztes: 2003
- Orosz labdarúgó-szuperkupa
  - Győztes: 2008, 2011, 2015, 2016, 2020, 2021, 2022
- Viszsaja Liga
  - Győztes: 1984
- Szovjet kupa
  - Győztes: 1944
  - Döntős: 1984
- Szovjet szuperkupa
  - Győztes: 1985
- UEFA-kupa
  - Győztes: 2008
- UEFA-szuperkupa
  - Győztes: 2008
- UEFA Intertotó-kupa
  - Döntős: 2000

## Külső hivatkozások
- Az FK Zenyit Szankt-Petyerburg hivatalos oldala (oroszul)
- Szurkolói oldal (oroszul)